# Изумруден гълъб
Изумруденият гълъб (Chalcophaps indica) е вид птица от семейство Гълъбови (Columbidae).

## Разпространение и местообитание
Видът е често срещан в тропическите и подобни гъсти влажни мангрови гори на Индийския субконтинент и Югоизточна Азия.